# Алеля
Алелья (Alella) — село в комарці Марезмі в Каталонії, Іспанія. Воно розташоване на узбережжі на південно-західній стороні гранітного Каталонського Берегового хребета. Місто відоме своїми винами, кавою та парфумами, але також є приміським містом для сусідньої Барселони.

## Демографія
За даними іспанського перепису, населення Алельї за останні роки.
| 1981 рік | 1991 рік | 2001 рік | 2011 рік |
| -------- | -------- | -------- | -------- |
| 3,381    | 6,895    | 8470     | 9,582    |